# Easton in Gordano
Easton in Gordano is een plaats en civil parish in het bestuurlijke gebied North Somerset, in het Engelse graafschap Somerset met 4719 inwoners.